# City-Pier-City Loop 1982
De achtste editie van de City-Pier-City Loop vond plaats op zondag 27 maart 1982.
De wedstrijd werd bij de mannen gewonnen door de Engelsman Hugh Jones. Met een tijd van 1:01.06 verbeterde hij tevens het parcoursrecord. Hij was met deze prestatie precies een minuut sneller dan de Nederlander Cor Lambregts. Bij de vrouwen besliste de Nederlandse Annie van Stiphout de wedstrijd en finishte in 1:14.34.
Volgens de Association of Road Racing Statisticians was het parcours van deze editie 500 meter te kort.

## Uitslagen

### Mannen
| rang   | naam                 | land | tijd    |
| ------ | -------------------- | ---- | ------- |
| Goud   | Hugh Jones           | ENG  | 1:01.06 |
| Zilver | Cor Lambregts        | NED  | 1:02.06 |
| Brons  | Dominique Chauvelier | FRA  | 1:02.56 |
| 4      | Ralf Salzmann        | GER  | 1:02.56 |
| 5      | John Graham          | SCO  | 1:03.07 |
| 6      | Gerard Nijboer       | NED  | 1:03.19 |
| 7      | Jozef Mitka          | POL  | 1:03.22 |
| 8      | Jan van Oss          | NED  | 1:03.33 |
| 9      | Ryszard Marczak      | POL  | 1:03.34 |
| 10     | Richard Charleston   | SCO  | 1:03.43 |
| 11     | Bernard Faure        | FRA  | 1:03.49 |
| 12     | Albert Van Campfort  | BEL  | 1:04.02 |
| 13     | Cor Vriend           | NED  | 1:04.19 |
| 14     | Franz-Leo Thoma      | GER  | 1:04.23 |
| 15     | José Reveyn          | BEL  | 1:04.31 |
| 16     | Tore Sagvolden       | NOR  | 1:04.34 |
| 17     | E. Johansen          | NOR  | 1:04.43 |
| 18     | Asle Olsen           | NOR  | 1:04.49 |
| 19     | David Cannon         | ENG  | 1:05.04 |
| 20     | Atle Fosse           | NOR  | 1:05.05 |
| 21     | Kåre Osnes           | NOR  | 1:05.10 |
| 22     | Henryk Nogala        | POL  | 1:05.25 |
| 23     | Bernard Bobes        | FRA  | 1:05.37 |
| 24     | Willem Zeegers       | NED  | 1:05.42 |

### Vrouwen
| rang   | naam               | land | tijd    |
| ------ | ------------------ | ---- | ------- |
| Goud   | Annie van Stiphout | NED  | 1:14.34 |
| Zilver | Magda Ilands       | BEL  | 1:14.45 |
| Brons  | Ilge Lein          | NOR  | 1:16.37 |
| 4      | Brigit de Nijs     | NED  | 1:17.55 |
| 5      | Irene Wentzel      | NED  | 1:18.53 |

1975 ·
1976 ·
1977 ·
1978 ·
1979 ·
1980 ·
1981 ·
1982 ·
1983 ·
1984 ·
1985 ·
1986 ·
1987 ·
1988 ·
1989 ·
1990 ·
1991 ·
1992 ·
1993 ·
1994 ·
1995 ·
1996 ·
1997 ·
1998 ·
1999 ·
2000 ·
2001 ·
2002 ·
2003 ·
2004 ·
2005 ·
2006 ·
2007 ·
2008 ·
2009 ·
2010 ·
2011 ·
2012 ·
2013 ·
2014 ·
2015 ·
2016 ·
2017 ·
2018 ·
2019 (afgelast) ·
2020 ·
2021 (afgelast) ·
2022 ·
2023 ·
2024